# Satya Rani Chadha
Satya Rani Chadha (1929 ca. - 1 de julio de 2014) fue una activista por los derechos de las mujeres. Es conocida por lanzar el movimiento contra la dote en India en la década de 1980 junto con su colega activista Shahjahan Apa. Ambas mujeres eran madres cuyas hijas fueron asesinadas como resultado de disputas sobre la dote, y durante décadas hicieron campaña por la justicia y para cambiar las prácticas de la dote en la India. Juntas fundaron Shakti Shalini, una organización por los derechos de los refugiados y de la mujer con sede en Dehli, que lucha contra la violencia de género y la violencia relacionada con la dote. En 1992, Chadha recibió el Premio Neerja Bhanot.

## Asesinato de Shashi Bala y lucha por la justicia
En 1979, la hija de Satya Rani Chadha, Shashi Bala (también conocida como Kanchanbala), de veinte años, murió de graves quemaduras mientras estaba en casa, víctima de una 'quema de la novia' . Llevaba casada menos de un año y estaba embarazada de seis meses en el momento de su muerte. Chadha no podía permitirse el coste completo de la dote que había pedido la familia del esposo de su hija, que incluía una scooter, una televisión y un refrigerador. Chadha logró pagar algo de dinero para la televisión y le dio un refrigerador. Aun así, dos días antes de la muerte de su hija, el yerno de Chadha, Subhash Chandra, le advirtió de las funestas consecuencias si no se cumplía el pago del resto de la dote (el scooter). 
Él negó estar involucrado en la muerte, pero sospechando que su hija fue asesinada debido a la solicitud de dote parcialmente incumplida, Chadha denunció la muerte como asesinato.
La policía se mostró negligente a la hora de reunir las pruebas básicas y acusó a Chandra no de asesinato, sino bajo la Ley de Prohibición de la Dote. Esto llevó a la Corte Suprema a dictaminar en 1980 que debido a que las demandas de Chandra de un scooter llegaron diez meses después del matrimonio, no podían relacionarse con la muerte. Chadha continuó una demanda por asesinato, pero, hasta el año 2000, el caso no llegó a la corte. Chandra finalmente fue condenado con un cargo menor de complicidad en un suicidio en el 2000. En apelación, se dictó sentencia en 2013 y se le ordenó cumplir una condena de siete años. No se entregó y nunca ha cumplido la condena.